# Banówka (szczyt)

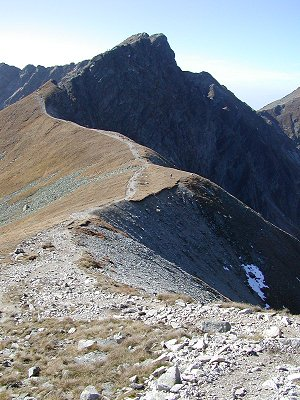
Banówka

Banówka (słow. Baníkov, 2178 m n.p.m.) – szczyt leżący w grani głównej Tatr Zachodnich. Znajduje się pomiędzy szczytem Pachoła (2166 m), oddzielona od niego Banikowską Przełęczą (2043 m), a Hrubą Kopą (2168 m), od której oddziela ją Przełęcz nad Zawratami (2069 m). Jest najwyższym szczytem Tatr Zachodnich leżącym w grani głównej oraz czwartym co do wysokości szczytem Tatr Zachodnich (ustępując Bystrej, Raczkowej Czubie i Barańcowi).
Północne stoki Banówki opadają bardzo stromą ścianą o 350 m wysokości do Doliny Spalonej. W dolnej części tych ścian znajdują się ogromne stożki piargowe. Zachodnia część grani Banówki łączy się granią z Jałowieckim Przysłopem i Rosochą. Ta grań o łącznej długości ok. 7 km oddziela Dolinę Parzychwost od Doliny Żarskiej. Bezpośrednio pod południowymi zboczami Banówki w górnym odcinku Doliny Żarskiej znajduje się polodowcowy kocioł zwany Banikowskim Kotłem.
Banówka zbudowana jest z krystalicznych skał (granodioryty rohackie) i swoim wyglądem przypomina Tatry Wysokie. W jej wschodnim grzbiecie znajduje się charakterystyczna skalna czuba i Igła w Banówce (Baníkovská ihlá).
Szlak turystyczny jest miejscami mocno eksponowany, prowadzi po dużych blokach i płytach skalnych i wymaga, zwłaszcza w czasie deszczu, dużej ostrożności. Trasa od strony Przełęczy nad Zawratami jest uważana za jeden z najtrudniejszych odcinków szlaków turystycznych w Tatrach. Banówka tworzy długą i prawie poziomą grań ze słabo wyodrębnionymi wierzchołkami. Z jej grani i wierzchołka rozległa panorama. Kazimierz Paszucha, który wraz z Czesławem Łapińskim trawersował tę grań 24 kwietnia 1948 r., tak ją opisywał: „Ze szczytu bajkowy widok ośnieżonych Niżnich Tatr, a popod nimi całą doliną wije się srebrna nić Wagu, na zachód widać pasmo gór odcinających się jasnymi poświatami – wszystko w słońcu, śniegu i ciemnej zieleni. Po północnej stronie Babia Góra i Pilsko. Widok ciekawy i niezapomniany.”
Na Banówce znajdują się siedliska rzadkich roślin alpejskich. Na jej północnych, stromych ścianach rośnie m.in. goryczka przezroczysta, skalnica mchowata, jaskier alpejski i lodnikowy.
Polska nazwa szczytu pochodzi od gwarowej liptowskiej nazwy Banovka, ta zaś od słowa bania, oznaczającego dawniej kopalnię. W XVIII w. bowiem u podnóża Banówki, jak zresztą w wielu innych miejscach Tatr poszukiwano rud żelaza, jednak z mizernym skutkiem.

## Szlaki turystyczne
– czerwony szlak biegnący granią główną Tatr Zachodnich na odcinku od Smutnej Przełęczy do Banikowskiej Przełęczy przez Trzy Kopy, Hrubą Kopę i Banówkę.
- Czas przejścia ze Smutnej Przełęczy na Banówkę: 2 h, z powrotem tyle samo
- Czas przejścia z Banówki na Banikowską Przełęcz: 30 min, ↑ 30 min

  – zielony szlak z bufetu Rohackiego obok Rohackich Stawów przez Banikowską Przełęcz na szczyt (odcinek od przełęczy razem ze szlakiem czerwonym), a z niego przez Jałowiecki Przysłop i Jałowiecką Przełęcz do Schroniska Żarskiego w Dolinie Żarskiej.
- Czas przejścia z bufetu na Banówkę: 3:50 h, ↓ 2:50 h
- Czas przejścia ze szczytu do schroniska: 2 h, ↑ 3 h